# Westfaals voetbalkampioenschap 1928/29
In 1928/29 werd het zeventiende Westfaals voetbalkampioenschap gespeeld, dat georganiseerd werd door de West-Duitse voetbalbond. 
SpVgg Herten werd kampioen en Arminia Bielefeld vicekampioen. Beide clubs plaatsten zich voor de West-Duitse eindronde. De vicekampioenen bekampten elkaar in knock-outfase en Bielefeld versloeg eerst SSV 1904 Elberfeld en verloor dan van SV Kurhessen 1893 Kassel. De 8 kampioenen werden in twee groepen van vier verdeeld en Herten werd derde in zijn groep. 

## 1. Bezirksklasse

### Groep Oost
| Plaats | Club                      | Wed. | W | G | V  | Saldo | Ptn.  |
| ------ | ------------------------- | ---- | - | - | -- | ----- | ----- |
| 1.     | DSC Arminia Bielefeld     | 14   | 8 | 4 | 2  | 28:13 | 20:8  |
| 2.     | Hammer SpVgg 03/04        | 14   | 8 | 2 | 4  | 30:21 | 18:10 |
| 3.     | SpV Teutonia 08 Lippstadt | 14   | 9 | 0 | 5  | 30:32 | 18:10 |
| 4.     | VfB 1903 Bielefeld        | 14   | 8 | 1 | 5  | 49:24 | 17:11 |
| 5.     | Bielefelder SpVgg 06/07   | 14   | 6 | 4 | 4  | 26:19 | 16:12 |
| 6.     | FV 1906 Osnabrück         | 14   | 7 | 1 | 6  | 34:25 | 15:13 |
| 7.     | SpVgg Union 08 Herford    | 14   | 2 | 3 | 9  | 19:51 | 7:21  |
| 8.     | BV 09 Hamm                | 14   | 0 | 1 | 13 | 11:42 | 1:27  |

|  | Geplaatst voor finale |
|  | Degradatie            |

### Groep West
| Plaats | Club                        | Wed. | W | G | V  | Saldo | Ptn.  |
| ------ | --------------------------- | ---- | - | - | -- | ----- | ----- |
| 1.     | SpVgg Herten 07             | 14   | 9 | 3 | 2  | 54:30 | 21:7  |
| 2.     | VfL 1899 Osnabrück          | 14   | 7 | 3 | 4  | 43:34 | 17:11 |
| 3.     | SV Sparta 09 Nordhorn       | 14   | 6 | 3 | 5  | 37:32 | 15:13 |
| 4.     | SC Borussia 08 Rheine       | 14   | 5 | 5 | 4  | 36:37 | 15:13 |
| 5.     | SC Münster 08               | 14   | 6 | 2 | 6  | 44:40 | 14:14 |
| 6.     | SpVgg Greven 1909           | 14   | 6 | 1 | 7  | 34:34 | 13:15 |
| 7.     | BV Westfalia 08 Scherlebeck | 14   | 4 | 5 | 5  | 31:35 | 13:15 |
| 8.     | SV 1908 Osnabrück           | 14   | 1 | 2 | 11 | 20:57 | 4:24  |

### Finale
Heen
|  |                       |       |                 |  |
|  | DSC Arminia Bielefeld | 1 – 1 | SpVgg Herten 07 |  |
|  |                       |       |                 |  |

Terug
|  |                 |       |                       |  |
|  | SpVgg Herten 07 | 3 – 2 | DSC Arminia Bielefeld |  |
|  |                 |       |                       |  |

## 2. Bezirksklasse
Enkel de resultaten uit de groep Recklinghausen zijn bekend. Door de omvorming van de 1. Bezirksklasse naar een Bezirksliga met één reeks was er dit jaar geen promotie mogelijk.  

### Recklinghausen
| Plaats | Club                            | Wed. | W  | G | V  | Saldo | Ptn.  |
| ------ | ------------------------------- | ---- | -- | - | -- | ----- | ----- |
| 1.     | SV Viktoria 1909 Recklinghausen | 14   | 9  | 3 | 2  | 42:19 | 21:07 |
| 2.     | 1. Recklinghäuser SpV Union 05  | 14   | 10 | 1 | 3  | 38:24 | 21:07 |
| 3.     | SuS Recklinghausen 1913         | 14   | 7  | 1 | 6  | 24:23 | 15:13 |
| 4.     | Germania Datteln                | 14   | 6  | 2 | 6  | 32:43 | 14:14 |
| 5.     | BV Lünen 1905                   | 14   | 6  | 1 | 7  | 33:28 | 13:15 |
| 6.     | BV Marl 1912                    | 14   | 4  | 3 | 7  | 26:29 | 11:17 |
| 7.     | SuS Hüls 1912                   | 14   | 4  | 2 | 8  | 23:35 | 10:18 |
| 8.     | SpVgg Erkenschwick 1916         | 14   | 3  | 1 | 10 | 22:39 | 07:21 |

|  | Groepswinnaar |